# قرش مصري
القرش هو عملة مصر حتى عام 1834. كانت مقسمة إلى 40 'ارة كل منها يحوي 3 آقجة.

## تاريخ
القرش المصري كان على أساس  القرش التركي، وتم اعتماده كعملة بينما كانت مصر جزءا من الإمبراطورية العثمانية. كما هو الحال في تركيا، ادى تخفيض القرش إلى انخفاض كبير في القيمة.وفي عام 1834 صدر مرسوم خديوي بشأن مشروع قانون برلماني لإصدار عملة مصرية جديدة جنيه مصري كعملة رئيسية تساوي 100 قرش. القرش لا يزال يستخدم إلى يومنا هذا هو كتقسيم للجنيه.

## عملات معدنية
في أوائل القرن التاسع عشر،  قطع بيون النقدية من فئة 1 آقجة, 1, 5, 10 و20 الفقرة، 1 qirsh كانت في الدورة الدموية، جنبا إلى جنب مع العملات الذهبية المسماة ربع، نصف, 1, 2 و3 mahbub.